# Full Gear (2023)
Full Gear (2023) – gala wrestlingu wyprodukowana przez federację i dla zawodników All Elite Wrestling (AEW). Odbyła się 18 listopada 2023 w Kia Forum w Inglewood w stanie Kalifornia. Emisja była przeprowadzana na żywo przez serwis strumieniowy B/R Live w Ameryce Północnej i za pośrednictwem FITE TV na całym świecie oraz w systemie pay-per-view.
Na gali odbyło się jedenaście walk, w tym trzy podczas pre-show Zero Hour. W walce wieczoru, MJF pokonał Jaya White’a broniąc AEW World Championship. W innych ważnych walkach, The Golden Jets (Kenny Omega i Chris Jericho) pokonali The Young Bucks (Matta Jacksona i Nicka Jacksona), Swerve Strickland pokonał "Hangman" Adama Page’a w Texas Death matchu oraz w pierwszej walce w karcie, Sting, Darby Allin i Adam Copeland pokonali The Patriarchy (Christiana Cage’a, Luchasaurusa i Nicka Wayne’a) w six-man tag team matchu. Na gali pojawił się także Will Ospreay, który oficjalnie podpisał kontrakt z AEW, chociaż jego kontakt z New Japan Pro-Wrestling (NJPW) wygasa w lutym 2024 roku.

## Produkcja i rywalizacje
Full Gear oferowało walki profesjonalnego wrestlingu z udziałem wrestlerów należących do federacji All Elite Wrestling. Oskryptowane rywalizacje (storyline’y) kreowane są podczas cotygodniowych gal Dynamite, Rampage oraz Collision. Wrestlerzy są przedstawieni jako heele (negatywni, źli zawodnicy i najczęściej wrogowie publiki) i face’owie (pozytywni, dobrzy i najczęściej ulubieńcy publiki), którzy rywalizują pomiędzy sobą w seriach walk mających budować napięcie. Kulminacją rywalizacji jest walka wrestlerska lub ich seria.

### MJF i Samoa Joe vs. Jay White i The Gunns
27 września na odcinku Dynamite, Jay White przerwał mistrzowi świata AEW MJF-owi. White twierdził, że był ostatecznie odpowiedzialny za przyjaźń MJF-a i Adama Cole’a oraz późniejszą współpracę jako Better Than You Bay Bay, ponieważ Cole doznał kontuzji w ich walce na 2022 Forbidden Door, a Cole związał się z MJF-em po powrocie w następnym roku. Następnie White stwierdził, że odbierze mistrzostwo świata AEW od MJF-a. W następnym tygodniu, White wraz z kolegami ze stajni Bullet Club Gold Juice Robinsonem i The Gunns (Austinem Gunnem i Coltenem Gunnem) zaatakowali MJF-a. Następnie White ukradł pas mistrza świata AEW i rzucił wyzwanie MJF-owi o tytuł na Full Gear, a MJF przyjął wyzwanie. Dodatkowo, na odcinku z 24 października, The Gunns oświadczyli, że chcą walki z MJF-em o mistrzostwo świata Tag Team ROH na Full Gear, na co MJF się zgodził. 30 października ogłoszono, że MJF i tajemniczy partner będą bronić tytułu tag team przeciwko The Gunns podczas pre-show Full Gear Zero Hour — partner MJF-a w mistrzostwie, Cole, doznał złamania stopy pod koniec września. Samoa Joe zaproponował, że zostanie jego partnerem w zamian za przyszłą walkę o mistrzostwo świata AEW, ale MJF odmówił aż do odcinka Rampage z 17 listopada, kiedy się zgodził po tym, jak Joe uratował go przed pobiciem.

### Sting, Darby Allin i Adam Copeland vs. Christian Cage, Luchasaurus i Nick Wayne
Na WrestleDream, Christian Cage pokonał Darby’ego Allina, zachowując mistrzostwo AEW TNT, podczas którego Nick Wayne zwrócił się przeciwko Allinowi i dołączył do Cage’a. Po walce, Cage i Wayne dalej atakowali Allina, aż Sting wyszedł, aby obronić, ale Luchasaurus również zaangażował się w atak na Stinga i Allina. Gdy Cage miał właśnie wykonać con-chair-to na Stingu, Adam Copeland (wcześniej znany jako Edge w WWE) zadebiutował w AEW i uratował Stinga i Allina. Na następnym odcinku Dynamite, Copeland próbował sprowadzić Cage’a do rozsądku i ponownie zjednoczyć się jako zespół, ale Cage odmówił. Na odcinku z 24 października, Cage, Luchasaurus i Wayne przerwali Stingowi i wyzwali go, Allina i wybranego przez nich partnera na sześcioosobowy tag team match na Full Gear, na co Sting się zgodził. Później podczas wywiadu za kulisami, Copeland powiedział, że odmówił walki z Cage’em, ale wtedy pojawili się Sting i Allin i powiedzieli mu, że Cage’owi nie można ufać. W następnym tygodniu, po tym, jak Cage, Luchasaurus i Wayne zaatakowali Copelanda, został uratowany przez Stinga i Allina. Następnie Copeland oświadczył, że będzie ich partnerem w Full Gear.

### Orange Cassidy vs. Jon Moxley
Na All Out, Jon Moxley pokonał Orange’a Cassidy’ego i wygrał międzynarodowe mistrzostwo AEW. Jednak na Dynamite: Grand Slam, Moxley nieplanowanie stracił tytuł na rzecz Reya Fenixa z powodu autentycznego wstrząśnienia mózgu, którego doznał podczas walki. Następnie Cassidy odzyskał tytuł od Fenixa na Dynamite: Title Tuesday. Po tym, jak Cassidy obronił tytuł w walce z kolegą ze stajni Moxleya z Blackpool Combat Club, Claudio Castagnolim, 1 listopada, Moxley wszedł na ring i został zaatakowany przez Cassidy’ego. Później Moxley rzucił wyzwanie Cassidy’emu o międzynarodowe mistrzostwo AEW na Full Gear, co zostało później potwierdzone.

## Wyniki walk
| Nr                                                                   | Wyniki | Stypulacje | Czas  |
| -------------------------------------------------------------------- | --- | --- | ----- |
| 1P                                                                   | Eddie Kingston (c) pokonał Jaya Lethala (z Jeffem Jarrettem, Karen Jarrett, Satnamem Singhem i Sonjayem Duttem) poprzez pinfall | Singles match o ROH World Championship | 10:55 |
| 2P                                                                   | Claudio Castagnoli pokonał Buddy’ego Matthewsa poprzez submission | Singles match | 10:30 |
| 3P                                                                   | MJF (c) i Samoa Joe pokonali The Gunns (Austina Gunna i Coltena Gunna) poprzez submission | Tag team match o ROH World Tag Team Championship | 9:25  |
| 4                                                                    | Sting, Darby Allin i Adam Copeland (z Riciem Flairem) pokonali The Patriarchy (Christiana Cage’a, Luchasaurusa i Nicka Wayne’a) poprzez pinfall                                                                                          | Trios match | 15:10 |
| 5                                                                    | Orange Cassidy (c) (z Hookiem) pokonał Jona Moxleya (z Wheelerem Yutą) poprzez pinfall | Singles match o AEW International Championship | 12:05 |
| 6                                                                    | "Timeless" Toni Storm (z Lutherem) pokonała Hikaru Shidę (c) poprzez pinfall | Singles match o AEW Women’s World Championship | 10:25 |
| 7                                                                    | Ricky Starks i Big Bill (c) pokonali La Facción Ingobernable (Rusha i Dralístico) (z José the Assistantem i Prestonem Vance’em), FTR (Casha Wheelera i Daxa Harwooda) oraz Kings of the Black Throne (Malakaia Blacka i Brody’ego Kinga) | Four-way tag team ladder match o AEW World Tag Team Championship | 20:35 |
| 8                                                                    | Julia Hart pokonała Kris Statlander (c) i Skye Blue poprzez pinfall | Three-way match o AEW TBS Championship | 11:20 |
| 9                                                                    | Swerve Strickland (z Prince Naną) pokonał "Hangman" Adama Page’a poprzez nokaut | Texas Death match | 29:55 |
| 10                                                                   | The Golden Jets (Kenny Omega i Chris Jericho) pokonali The Young Bucks (Matta Jacksona i Nicka Jacksona) poprzez pinfall | Tag team match Jeśli The Golden Jets wygrają, otrzymają szansę od The Young Bucks na AEW World Tag Team Championship, ale jeśli The Young Bucks wygrają, The Golden Jets będą musieli rozwiązać się jako zespół. | 20:50 |
| 11                                                                   | MJF (c) (z Adamem Colem) pokonał Jaya White’a (z The Gunns) poprzez pinfall | Singles match o AEW World Championship | 29:45 |
| (c) – mistrz/mistrzyni przed walkąP – walka miała miejsce w pre-show | | |       |